# Frohnacker
Fronacker est un écart de la commune française de Bærenthal, dans le département de la Moselle, datant très probablement d'après 1770.

## Le calvaire
Le calvaire de grès date de 1790 et représente le Christ en croix et sainte Marie-Madeleine. La présence de ce calvaire est une exception dans le village puisqu'il forme, comme celui voisin de Philippsbourg, une paroisse protestante depuis 1739. Il est inscrit à l'Inventaire topographique de la région Lorraine.